# Хрватско-словеначка сељачка буна
Хрватско-словеначка сељачка буна је назив за оружани устанак кметова из 1573. године који је букнуо на подручју данашње Хрватске и Словеније. Побуна је трајала дванаест дана до битке код Стубичних Топлица када су је угушиле трупе племића.
Стални упад Османлија крајем 16. века узроковали су осиромашење и економску нестабилност јужних територија Светог римског царства. Како би надокнадили губитке феудални господари стално су наметали нове порезе кметовима. Посебно окрутан према својим кметовима био је племић Фрањо Тахи у Хрватском Загорју. Пошто царски двор у Бечу није одговарао на жалбе кметова, они су престали да плаћају порезе и удружили се са кметовима из суседне Штајерске и Крањске у оружаном устанку против племићког тлачења.
Побуна је готово истовремено избила 18. и 19. јануара 1573. године на великим подручјима Хрватске, Штајерске и Крањске. Програм устанка био је укидање владавине племства, укидање дажбина Католичкој цркви и организовање сељачке владе која би непосредно била одговорна цару. На чело сељачке владе били су изабрани Матија Губец, Иван Пасанац и Иван Могаић. Побуна је убрзо захватила преко 80 властелинстава. Вођа сељачке војске, Илија Грегорић, испочетка је имао успеха у борбама, али се ситуација преокренула покретањем племићких трупа.
Дана 5. фебруара 1573. код Кршког, капетан жумберачких ускока, Јосип Турн, поразио је словеначку кметску војску Николе Купинича, а наредног дана је подбан Гашпар Алапић поразио сељачку војску код Керестинца. Дана 9. фебруара, водила се одлучујућа битка код Стубичких Топлица. Губец и његових 10.000 војника пружили су јак отпор, али су после четворочасовне борбе били поражени од боље опремљене војске под вођством Гашпара Алапића.
После пораза последњих сељачких побуњеника, племићи су покренули репресију. Осим 3.000 кметова погинулих у битки, многи заробљеници су били обешени или рашчетворени. Матија Губец је био жив заробљен и после тога одведен у Загреб, где је окрутно погубљен на Марковом тргу 15. фебруара 1573. године. Према легенди, носио је ужарену гвоздену круну на глави, пре него су га рашчетворили.

## Увод

### Хрватска у 16. веку
Након угарског пораза у бици на Мохачу 1526, краљевина Угарска и Хрватска (као њен део) биле су захваћене грађанским ратом због борбе за круну између аустријског надвојводе Фердинанда Хабсбуршког (кога је подржало племство Хрватске и Далмације) и ердељског кнеза Јана Запоље (кога је подржала Славонија), који је 1538. окончан поделом Угарске. За то време, Турци су освојили већи део Славоније и Далмације до линије Вировитица-Чазма-Сисак-Скрадин-Слуњ-Оточац-Карлобаг-Стариград. Турска освајања током 15. и 16. века довела су до промена у саставу становништва Хрватске и Славоније: један део бежи у суседне земље, док са турске територије у Босни и Србији долазе пребези; ови пребези постаће основа две војне организације у служби Хабсбуршке монархије: ускока и Војне крајине.
Након губитка Вировитице и Чазме 1552, краљ Фердинанд је образовао Славонску крајину (између Драве и Саве), која је 1553. добила сталну крајишку посаду од 2.791 војника о трошку Штајерске и Корушке (са 3 капетаније-Копривничка, Крижевачка и Иванићка) , и Хрватску крајину (од Саве до мора) у којој је Крањска издржавала 1.409 најамника (са 5 капетанија - Сињска, Бихаћка (до 1594), Огулинска, Храстовичка (до 1594) и Жумберак). На крањској територији организована је посебна капетанија за жумберачке ускоке. Одбрана Хрватске заснивала се на милитаризованој Хрватској и Славонској војној крајини са плаћеним посадама у градовима (већином састављеним од Немаца) и неплаћеном народном војском крајишника (већином пребега). 1558. ујединили су се сабори Хрватске и Славоније, подела на две бановине је укинута, а земља се од тада звала Краљевина Хрватска, Далмација и Славонија. У то време борбом против Турака истакли су се банови Никола Зрински (1542—56) и Петар Ердеди (1557—67) и крајишки врховни капетан Иван Ленковић.

#### Хрватска војска
Хрватску војску средином 16. века (након 1553) чинила су 3 дела:
- стајаћа, плаћеничка војска у Војној крајини, под командом Врховног Капетана (нем. оberster Feldhauptman), а од 1569. двојице потпуковника (нем. Oberstlieutnant) (за Хрватску и Славонију) које поставља лично краљ: 4.200 најамника (200 оклопних коњаника-аркебузира, 1.000 немачких и 1.000 домаћих пешака-харамија о трошку краља и сталежа Крањске и Штајерске, 600 лаких коњаника (хусара) и 400 харамија о трошку бана, и још 1.050 војника о трошку Врховног Капетана-који је морао бити знатан великаш). Осим тога, сво становништво Војне крајине било је ослобођено феудалних намета и подељено у војводства, која су у случају узбуне давала још 30-40 чета неплаћене народне војске-око 2.000 харамија и 500 хусара. Пешаци крајишке војске називали су се харамијама или ускоцима, и били су већином наоружани ватреним оружјем; од 3.000 харамија у Војној крајини у 16. веку, плаћених пребега (ускока) било је око 1.000, остатак су чинили домаћи људи.[6]
- феудална војска, тзв. бандерије, коњички одреди бана и појединих великаша. Хрватска је 1492. имала 20 бандерија (по 500 људи) са око 10.000 коњаника. Због турског освајања, средином 16. века број бандерија је спао на 12, а њихова величина на 400 људи (200 оклопника и 200 хусара)-укупно мање од 5.000 коњаника: после пораза у бици на Крбавском пољу 1493, ниједан великаш осим бискупа, кнезова Зринских и Франкопана није могао да скупи потпуну бандерију.[7]
- општи позив, тзв. општи, земаљски или пучки устанак (лат. insurrectio, generalis expeditio), на који се мора лично одазвати сваки племић и слободњак, и опремити 1 коњаника (са копљем, мачем и штитом) на 10 кметовских димњака, а на сваки димњак по 1-2 пушкара или стрелца.[7]

### Положај кметова у Хрватској
Хрватско-словеначка сељачка буна 1573. избила је као последица тешког положаја хрватских и словеначких кметова у каснијем раздобљу феудализма. Племство и свештенство, на које се у борби против Турака и кметова ослањала краљевска власт, уживало је привилегије и сва политичка права, док је сасвим бесправно сељаштво сносило све пореске терете државе и цркве, посебно тешке урбаријалне намете властеле (кулук, тлака). Уз то, сељаштво је највише било изложено пустошењима Турака, па је подносило и знатан терет борбе против њих. Поред кметова, буна је захватила и некадашње племићке општине и племиће који су спали на положај кметова (око Јастребарског и Окића), у Загорју мале племиће и један део грађана и чиновника, а у Штајерској делимично и грађанство.
На хрватском сабору који се састао 12. априла 1584. у Загребу, расправљало се о тешком положају хрватских кметова. Они морају бесплатно обрађивати земље свога властелина и још му давати дио природа свога. Цркви мора плаћати десетину, а жупнику давати лукно. Кметови сваке порезне јединице, зване »димњак« (fumus) или »врата« (porta), морају краљу у име пореза, који се зове »дика« (dica regia), плаћати годимице по 1 угарски форинт (дукат) за издржавање банске војске. За издржавање државних харамија на ријеци Купи, — те на горским прелазима за одбрану од влашких разбојника, — морају плаћати по 2 уг. форинта као »димницу« (pecuniae fumales). Поврх тога морају кметови доприносити и даће за разне друге потребе краљевине Хрватске, као што су плаће за подбана, протонотара, поджупане, племићке судије и зем. благајника; набавка оружја и муниције за државне тврђаве и војнике; трошкови за издржавање посланика код краља и на заједничким саборима угарско-хрватским и т. д. Страховите турске провале, које трају од пада Костајнице г. 1556, умањиле су хрватско становништво. Некада је сама крижевачка жупанија, која је на исток сезала до Валпова и Нашица, имала 12.000 »димњака« или »порта«. Сада пак »останци« читаве »жалосне краљевине« Хрватске једва броје 3000 димова! Преостали кметови морају доприносити бесплатне радове (тј. кулук) за обнову старих и за градњу нових тврђава. Они једва нађу времена, да обраде своје винограде и да засеју поља своја, па и онда нису сигурни, да ће они брати и жети: јер Турци и Власи пустоше све, до чега дођу. Није дакле чудо, што хрватски кметови масовно остављају »биједну своју домовину«, тражећи себи сигурније крајеве у Крањској, Штајерској, Угарској, Аустрији, па чак и у Моравској.

### Тахијева тиранија
Непосредни повод за буну био је терор барона Фрање Тахија (зета Николе Зрињског, по жени Јелени), који је 1564. куповином постао власник Штатенберка код Птуја и половине властелинства Суседграда и Доње Стубице. Он је настојао да заузме другу половину имања на рачун племића Амброзија Грегоријанца и Уршуле Мекницер-Хенинг, који су због тога повели против њега оружану борбу (између 1565. и 1572), увукавши у њу и своје кметове.
Тахи је заузео свој нови посед 14. јуна 1564. са 40 војника и одмах ставио под стражу старе поседнике (сувласнике)-Уршулу Хенингову и њене кћери. Уршула се против насиља потужила самом краљу, који је 10. новембра 1564. писмом наредио Тахију да не омета Хенингове у уживању њихове половине властелинства, али је Тахи игнорисао краљеву наредбу. Након неуспеха да се реши Тахија легалним средствима, Уршула се пожалила свом рођаку, подбану Амброзу Грегоријанцу, и наоружала своје кметове: 27. јануара 1565. (док је Тахи био у Пожуну) Уршулине слуге и око 800 наоружаних сељака заузели су тврђаве Суседград и Стубицу готово без отпора (рањен је само каштелан Иван Задори), опљачкали и протерали Тахијеву породицу у Загреб. 1. фебруара 1565. Уршулини кметови заузели су и опљачкали двор Тахијевог каштелана Петра Петричевића у Горњој Стубици. У тужби краљу Тахи је проценио да му је нането 25.000 форинти штете. Тахи је добио подршку од краља и бана Петра Ердедија (свог зета); након што је Уршула одбила краљеву заповест да пусти Тахија назад у посед, банска војска (бан Петар са 200 момака и 3 топа) кренула је да заузме властелинство силом. Бој код Суседграда 3. јула 1565. завршио се тешким поразом банске војске: подбан Амброз Грегоријанец и суседградско-стубички кметови (око 3.000) тако су разбили племићку војску, да је оставила на бојишту чак и банску заставу.
Након битке, 25, јула 1565. хрватски Сабор је сменио подбана Амброза и оптужио њега, Уршулу Хенингову и њихове присталице за велеиздају због напада на краљевског намесника, бана; Суседград и Стубица предати су Тахију, а Хенингова половина имања стављена је под принудну управу: најпре самог бана (1565—66), затим краљевске коморе (1566-69. под надзором племића Стјепана Грдака), а затим 1569-72. издата је под закуп самом Тахију. Завладавши тако целим имањем, Тахи је искористио прилику да се освети свим присталицама Хенинговаца: двојицу ситних племића погубио је без суда (Ивана Сабова и Стјепана из Брдовца), седам кметова је обешено, а већи број је протеран са имања; преосталима је удвостручио обавезе мимо закона, а незаконите дажбине и кулук утеривани су бруталним насиљем. Тахијева насиља позната су из сачуваних тужби комесара Грдака; краљевска комора спровела је против Тахија две истраге, али је његов утицај на двору довео до њихове обуставе; и више: Грдак је отпуштен 1569. и цело имање предато је Тахију на 3 године, на име краљевог дуга од 4.888 форинти за плате краљевских коњаника у Кањижи, где је Тахи био капетан.
Почетком 1571. Хенинговци су купили помиловање и повратак поседа од цара Максимилијана за 10.000 форинти. Након измирења краљевих дугова Тахију, коморска управа поново је уведена крајем 1571. Тахи је похапсио краљеве комесаре, што је довело до побуне кметова против Тахија 24. децембра 1571, који су 21. јуна 1572. заузели замак у Стубици и опсели Суседград. Током буне коморска управа је заједно са побуњеним сељацима у два наврата подносила тужбе против Тахија (које су поднеле депутације кметова у Загребу и у Бечу): у њима се тужило на обешчашћивање сељачких жена и кћери, протеривање сељака са имања, незаконите дажбине, замену новчане ренте натуралном (упола већом), заплену стоке, принудни откуп поквареног властелинског вина, исхрану властелинских паса током гладне године 1569-70. Најзад је краљевска комисија умирила побуњене сељаке и поново увела у посед Уршулу Хенингову 6. августа 1572, након 7 година изгнанства. Међутим, Тахију је призната половина властелинства до решења кметске парнице против њега (уз обећање да неће кажњавати побуњенике), а хрватски Сабор (плашећи се сваког покрета кметова) прогласио је 18. јануара 1573. побуњене сељаке за велеиздајнике и затражио помоћ краљевске војске ради њиховог кажњавања. Због тога је вођство побуне 27. јануара позвало народ на општи устанак.

## Буна

### Планови устаника
Пошто тужбе кметова, поднете преко 3 депутације, нису наишле на разумевање код краља, кметови су организовали оружани отпор, а 23. априла 1572. основали су Сељачки побуњенички савез и стали да припремају устанак у Загорју, Посавини и у суседној Штајерској и Крањској. Врховне вође устаника били су Матија Губец (звани Бег), Иван Пасанец и Иван Могаић, који су чинили врховни побуњенички суд, док је војна команда поверена Илији Грегорићу, искусном ратнику са Војне крајине. Под његовом командом било је 11 устаничких капетана, који су предводили сељаке својих судчија (више села). Тежак положај кметова у Хрватској и Штајерској омогућио је да се борба против Тахија претвори у устанак против племства уопште, под паролом за старе правице, тј. за враћање на новчану ренту и минималну тлаку која је била уобичајена од 13. до 15. века, за укидање ограничења трговине за сељаке и отварање пута трговини до мора.
По Грегорићевом ратном плану, требало је првим налетом овладати Доњом Стубицом, Суседградом, Брдовцем и Цесарградом, наоружати се и потом проширити побуну на кметове остале загорске властеле и јужно од Саве на подручје Мокрице, Самобор, Окић, Јастребарско.

### Устанак
Устанак је избио 29. јануара 1573. истовремено у целом Хрватском Загорју и јужно од Саве на подручју: Мокрице, Самобор, Окић, Јастребарско, а у Штајерској од Бизељског до Подчетртка, ширећи се према Брежицама. Грегорић је са одредом освојио Цесарград уз помоћ бизељских кметова.

#### У Словенији
Буна словеначких кметова, под вођством бравара Павла Штерца и обућара Кукеца, проширила се 1. фебруара од Куншперка до Пилштања. Грегорић је 2. фебруара допро са одредом до ушћа Сутле у Саву, овладао прелазима код Мокрица и 3. фебруара упао у Брежице, не заузевши тамошњи замак. Продужио је за Видем, ојачан брежичким кметовима; Кршко му се предало 4. фебруара без борбе и одатле је упутио јачи део (преко 2.000 људи) под капетаном Николом Купинићем долином Крке према Новом Месту, ради окупљања тамошњих словеначких кметова и придобијања сељака и ускока у Жумберку и Метлики. Грегорић је са 5-6.000 људи наставио наступање левом обалом Саве према Севници. Устанак је захватио и кметове око Пазина, на Красу и око Шкофје Локе, а бунтовно расположење проширило се и до Горице, Камника, Птуја и захватило горњу долину Муре и Међимурје. Међутим, капетан Јосип Турн са 500 ускока из Костањевице поразио је 5. фебруара одред Николе Купинића код Кршког, који се делом повукао у град. Пораз је имао за последицу нагло осипање устаника у Крањској и Штајерској.
Пошто је дознао за пораз код Кршког, Грегорић је скренуо према селу Планини, где се налазила Штерцова група, али због лажне вести о упаду Турака у Штајерску, штајерски устаници су се разбегли, а Штерца је заробио управитељ властелинства. Пошто није успео да ослободи Штерца, Грегорић је одступио долином Бистрице преко Пилштања према Загорју. Код Шентпетра (данас Бистрица на Сутли), сустигли су га 8. фебруара штајерски феудални коњаници под цељским капетаном Штратенбахом и разбили му одред. Грегорић са Михајлом Гушетићем упутио се на коњима према турској граници, али га харамије ухвате код Иванић-града.

#### У Хрватској
У Хрватској је за то време подбан Гашпар Алапић са феудалном коњицом Зринског и грофице Ердеди и туропољским племићима разбио код Керестинца 6. фебруара групу окићких кметова, а потом истог дана и другу код Мокрица.
Главна побуњеничка снага (наводно 10.000 људи) била је прикупљена код Доње Стубице. Против њих бискуп и бан Јурај Драшковић упутио је Алапића са сталешком и банском војском (бандеријама), ојачаном из крајишких упоришта (до 5.000 војника). У крвавој четворочасовној бици код Стубице, банска војска одсудно је 9. фебруара поразила устаничке снаге, након чега је крвљу и ватром угушен сељачки устанак.

## Последице
Могаић је погинуо, а Губец и Пасанец су заробљени и у Загребу свирепо погубљени; Грегорић је одведен у Беч и након саслушања (које је сачувано до данас) вероватно накнадно погубљен у Загребу. После тога уследила је племићка осветничка акција против кметова, њихових породица и домова, па и против 25 загорских племића, наклоњених кметовима. Према мађарском историчару Иштванфију (16. век): ...према онима који су се предали беснило се тако, да су их вешали свуда по оближњем дрвећу, или на вратима кућа, на спојеним гредама... На једној јединој крушки висило је чак 16 сељака....Неке су опет пуштали са одрезаним носом и ушима да заувек носе тај срамотни жиг за опомену другима на злочиначко тргнути мач против господе.. Сматра се да је у завршној бици, а затим у спроведеним репресалијама, побијено око 3.000 кметова, а укупно око 4.000 у читавој буни.
| „ | Nemilosrdan i neumjeren bio je postupak protiv onih, koji su se predali ili bili zarobljeni. Na sve strane po obližnjim stablima i seoskim kućama visjeli su na poprečno spojenim motkama, da ih svatko može vidjeti, a na jednoj vrlo visokoj i razgranatoj divljoj kruški, koja slučajno bijaše izrasla uz vojničku cestu, bijaše o konopcu obješeno šesnaest ili više nesretnih seljaka i izloženo vjetrovima da ih njišu i pticama da ih kljucaju. Nekima su pak bili odsječeni nos i uši, pa su tako osakaćeni pušteni, da trajno nose sramotnu uspomenu na bunu i bezbožno podizanje mača protiv svojih gospodara. Sam Gubec, zlokobni vođa zločinačke vojske i kako ga sami nazivahu kralj, bio je živ uhvaćen, što je bilo osobito drago plemstvu i njegovim vođama, te doveden u Zagreb. Tu je on, pošto je pred njegovim očima bio pogubljen Andrija Pasanec, njegov zamjenik u vojsci, najprije bio strašno izmrcvaren usijanim kliještima, zatim okrunjen željeznom krunom i to usijanom i najposlije rasčetvoren kao razbojnik... | ” |
| — Prema Jaroslavu Šidaku, Historijska čitanka za hrvatsku povijest, 1. Do ukidanja feudalnih odnosa u Hrvatskoj g. 1848, Zagreb 1952. | |   |

## Наслеђе
Сељачка буна из 1573. године стекла је легендарни статус међу Словенцима и Хрватима. Она је надахнула многе књижевнике попут Мирослава Крлеже, Аугуста Шеное и Антона Ашкерца, вајаре Антуна Аугустинчића и Стојана Батича, те сликаре попут Крсте Хегедушића.
Музеји код дворца Оршића у Горњој Стубици и у Кршком посвећени су буни. На брду изнад Горње Стубице налази се монументални споменик Сељачкој буни, рад Антуна Аугустинчића из 1973. године.
По узору на овај догађај, 1975. године снимљен је у режији Ватрослава Мимице дугометражни филм Сељачка буна 1573.
Манојло Грбић у "Карловачком владичанству" пише да су Жумберачки Срби морали помоћи племству у гушењу те буне.